# Andrew Streitwieser
Andrew Streitwieser (* 23. Juni 1927 in Buffalo (New York); † 23. Februar 2022) war ein US-amerikanischer Chemiker (Physikalische Organische Chemie, Quantenchemie).

## Werdegang
Streitwieser studierte an der Columbia University mit dem Bachelor-Abschluss 1948 (am Columbia College), dem Master-Abschluss 1950 und der Promotion 1952 bei William von Eggers Doering. Als Post-Doktorand war er bei John D. Roberts am Massachusetts Institute of Technology. Ab 1952 war er Instructor und später Professor an der University of California, Berkeley. 1964/65 war er dort Miller Institute Research Professor. 1993 wurde er emeritiert.
Er war einer der Pioniere der Molekülorbitaltheorie und schrieb darüber ein Lehrbuch ebenso wie ein bekanntes Lehrbuch der Organischen Chemie.
2009 erhielt er den Roger Adams Award, 1982 den James Flack Norris Award, 1964 den Preis der American Chemical Society (California Section), 1967 den American Chemical Society Award in Petroleum Chemistry und 1993 die Berkeley Citation. 2009 wurde er Fellow der American Chemical Society.
Er war Mitglied der National Academy of Sciences (1969), der American Association for the Advancement of Science (1978) und der American Academy of Arts and Sciences (1977). Außerdem war er korrespondierendes Mitglied der Bayerischen Akademie der Wissenschaften (1993). 1958 bis 1962 war er Sloan Research Fellow, 1969 Guggenheim Fellow und 1989 Arthur C. Cope Scholar. 1976 erhielt er den Humboldt-Forschungspreis, mit dem er an der TU München war. 1967 erhielt er den George A. Olah Award in Hydrocarbon or Petroleum Chemistry.
1989 bis 1997 war er Associate Editor des Journal of Organic Chemistry.

## Schriften
- Andrew Streitwieser: Molecular Orbital Theory for Organic Chemists. 1. Auflage. John Wiley & Sons Inc, New York 1961, ISBN 0-471-83358-4.
- Andrew Streitwieser, Clayton H. Heathcock, Edward M. Kosower: Introduction to organic chemistry. 4. Auflage. Prentice Hall, Upper Saddle River, N.J 1992, ISBN 0-13-973850-9.
  - Deutsche Übersetzung: Andrew Streitwieser, Clayton H. Heathcock, Edward M. Kosower: Organische Chemie. 2. Auflage. Wiley-VCH, Weinheim 1994, ISBN 3-527-29005-2.
- Andrew Streitwieser: A lifetime of synergy with theory and experiment. American Chemical Society, Washington, DC 1996, ISBN 0-8412-1836-6.
- Andrew Streitwieser Jr.: Solvolytic Displacement Reactions At Saturated Carbon Atoms. In: Chemical Reviews. Band 56, Nr. 4, 1956, S. 571–752, doi:10.1021/cr50010a001.